# OooDa
OooDa（オーダ、1987年3月28日 - ）は、大阪府出身のゲームキャスター、司会者である。本名は岡上哲也（おかがみ てつや）。2011年に開催された『Counter-Strike: Online』の公式大会「CSOJC2011」で初めて大会実況を担当して以来、大会実況・MCとして活動を開始。テレビや各ゲームタイトルの公式大会の実況・MCを務め、年間200本の番組および大会出演を行う。

## 人物
- 血液型はA型[5]。
- 趣味はゲーム、映画鑑賞[5]。
- HIP HOP音楽を愛好している[5]。
- 好きな食べ物はコーラ、嫌いな食べ物はらっきょ。
- 活動名義の"OooDa"は、スターウォーズに登場するキャラクター「ヨーダ」に由来する。
- 視力2.0で、使用しているメガネは伊達眼鏡である。眼鏡ブランド「フォーナインズ (999.9)」から提供されたゲーミンググラス『PLAIDe』を使用[4][6]。
- 自身の波乱万丈な人生を評するとき、映画『フォレスト・ガンプ』に登場するセリフ「人生はチョコレートの箱のようなもの。 開けてみるまでは何が入っているかわからない」を引用することがある。

## 略歴
1987年、大阪府にて生誕。高校卒業後、外壁工事の会社に就職が決まっていたが、ラッパーになるという夢を抱き退職。アルバイト生活をしつつ、大阪市心斎橋にあるアメリカ村を拠点に、三角公園で友人と音源を作ったり、地下クラブの前座で客演活動を行うなどする。
2007年頃、20歳の頃に映画監督になるという夢を抱き、祖母に15万円借りて上京。PV撮影の現場でアルバイトをしつつ、自主制作映画を何本か作る。
2009年、当時住んでいた神奈川県のアパートの隣人がゲームオタクで、FPSタイトル『Paperman』を薦められたことがきっかけで、PCゲームの世界にのめりこんでいく。所属していたクランのメンバーから「『Counter-Strike』が FPS の王道」であると聞き、NEXONからオンライン版『Counter-Strike: Online』がリリースされると熱中する。
2010年、『Counter-Strike』のコミュニティ大会「Survival of the Fittest (SoF)」でのボランティアスタッフ募集をきっかけに大会運営やMCの仕事にかかわるようになる。
2011年12月23日、ベルサール秋葉原で開催された「第4回秋葉原PCゲームフェスタ」内で行われた『Counter-Strike:Online』の公式大会「CSOJC: Counter-Strike Online Japan Championship 2011」で初めて公式大会の実況を担当する。
2012年7月、梅崎伸幸からの誘いでプロゲーミングチームDetonatioN Gamingに立ち上げメンバーとして参加。『Counter-Strike:Online』のサブメンバー兼コーチとして活動。大会実況やスポンサー営業なども行う。2012年10月に開催された「CSOJC 2012」のオフライン決勝大会にて、初めて仕事として大会実況を行う。
2014年、Eスポーツイベントの運営を行う株式会社成（2018年に発足したE5esports Worksの前身となる会社）にタレント兼イベンターとして就職。『Sudden Attack』の大会実況をメインに活動。
2018年9月より、DMM Gamesが運営する『PUBG』の国内公式リーグ「PUBG Japan Series（PJS）」の実況を担当し、2020年12月にPJSが終了するまで継続して出演。2021年より始まった後継大会である「PUBG JAPAN CHALLENGE（PJC）」でも引き続き実況を担当。
2019年9月9日、自身のTwitterにて入籍を発表。
2021年2月より、NTTドコモ傘下のX-MOMENTが主催する『PUBG MOBILE』の国内プロリーグ「PUBG MOBILE JAPAN LEAGUE（PMJL）」の実況を担当。3月より、Riot Gamesが主催する『VALORANT』の公式プロリーグ「VALORANT Champions Tour (VCT)」の日本語公式キャスターを担当。
2021年3月3日に行われたE5esports Worksの新体制発表会にて、同社がMC事業から完全撤退することを発表。これに伴い2014年より社員として在籍していたE5から退社し、以降は無所属のフリーキャスターとして活動する。3月12日、ウェルプレイド・ライゼスト株式会社とエージェント契約（業務提携）を締結。
日本eスポーツアワード2024にて、eスポーツキャスター賞を受賞。

## 大会出演 (公式大会、公認大会)

### Counter-Strike 1.6
国内大会
- 2012 Counter-Strike 1.6 Asia e-Sports Cup 2012（実況/MC）

### Counter-Strike Online
国内大会
- 2011 CSOJC: Counter-Strike Online Japan Championship 2011 予選・決勝（実況/MC）
- 2012 CSOJC: Counter-Strike Online Japan Championship 2012 予選・決勝（実況/MC）
- 2013 CSOJC: Counter-Strike Online Japan Championship 2013 予選・決勝（実況/MC）
- 2014 CSOJC: Counter-Strike Online Japan Championship 2014 予選・決勝（実況/MC）
- 2015 CSOJC: Counter-Strike Online Japan Championship 2015 Winter 予選・決勝（実況/MC）
- 2016 CSOJC: Counter-Strike Online Japan Championship 2016 予選・決勝（実況/MC）
- 2015 CSONC: Counter-Strike Online Netcafe Cup（実況/MC）

### SPECIAL FORCE 2
国内大会
- 2012 SF2SEM: SPECIAL FORCE 2 SPECIAL EXHIBITION MATCH 2012（実況、2012年12月23日）
- 2013 SF2SEM: SPECIAL FORCE 2 SPECIAL EXHIBITION MATCH 2013（実況、2013年12月21日）
- 2015 SF2JC: SPECIAL FORCE 2 JAPAN CUP（実況、2015年11月1日）

### CrossFire
国内大会
- CrossFireStars2015 Japan Nation Final（実況/MC）
- 第3回GAMING LIVE in東京 8周年記念大会2016 決勝配信（実況/MC）
- 9周年記念大会2017 決勝配信（実況/MC）

### Sudden Attack
国内大会
- 2015 SAGP 2015 予選・決勝（実況/MC）
- 2015 SAJCL: Sudden Attack Japan Champions League 2015 1st Stage チャレンジリーグ予選・決勝（実況/MC）
- 2015 SAJCL: Sudden Attack Japan Champions League 2015 1st Stage プレミアリーグ予選（実況/MC）
- 2015 SAJCL: Sudden Attack Japan Champions League 2015 1st Stage 決勝トーナメント（実況/MC）
- 2015 SANCC: Sudden Attack NetCafe Cup（実況/MC）

### PUBG: BATTLEGROUNDS
国際大会
- 2019 PUBG Asia Invitational 2019（日本語配信実況、2019年1月10日～12日）
- 2019 PUBG Global Championship 2019（日本語配信実況、2019年11月8日～24日）
- 2020 PUBG Continental Series 2: Asia（日本語配信実況、2020年8月27日～9月9日）
- 2020 PUBG Continental Series 3: Asia（日本語配信実況、2020年11月5日～20日）
- 2021 PWS: PUBG Weekly Series: East Asia Phase 1（日本語配信実況、2021年4月14日～5月23日）
- 2021 PUBG Global Invitational.S 2021（日本語配信実況、2021年2月5日～3月28日）
- 2021 Predator League 2020-21: Asia（日本語配信実況、2021年4月6日～10日）

国内大会
- 2018 PJS: PUBG Japan Series Season1（実況、2018年9月29日～11月11日）
- 2019 PJS: PUBG Japan Series Season2（実況、2019年2月23日～4月6日）
- 2019 PJS: PUBG Japan Series Season3（実況、2019年6月1日～7月13日）
- 2019 PJS: PUBG Japan Series Season4（実況、2019年8月31日～10月19日）
- 2020 PJS: PUBG Japan Series Season5（実況、2020年2月29日～6月13日）
- 2020 PJS: PUBG Japan Series Season6（実況、2020年7月31日～8月14日）
- 2018 PJS: PUBG Japan Series Winter Invitational 2018（実況、2018年12月16日）
- 2019 PJS: PUBG Japan Series Winter Invitational 2019（実況、2019年12月29日）
- 2020 PJS: PUBG Japan Series Winter Invitational 2020（実況、2020年12月19日～20日）
- 2021 PJC: PUBG JAPAN CHALLENGE 2021 Phase 1（実況、2021年2月28日～3月21日）
- 2021 PJC: PUBG JAPAN CHALLENGE 2021 Phase 2（実況、2021年6月8日～7月4日）

### PUBG Mobile
国際大会
- 2021 PMWI: PUBG Mobile World Invitational 2021: East（日本語配信実況、2021年7月22日～25日）

国内大会
- 2021 PMJL: PUBG Mobile Japan League Season 1 Phase 1（実況、2021年2月13日～5月1日）
- 2021 PMJL: PUBG Mobile Japan League Season 1 Phase 2（実況、2021年9月25日～10月30日）

### VALORANT
国際大会
- 2021 VCT: VALORANT Champions Tour 2021: Stage 1 Masters（日本語配信実況、2021年3月13日～21日）
- 2021 VCT: VALORANT Champions Tour 2021: Stage 2 Masters - Reykjavík（日本語配信実況、2021年5月24日～30日）
- 2021 VCT: VALORANT Champions Tour 2021: Stage 3 Masters - Berlin（日本語配信実況、2021年9月10日～19日）
- 2021 VCT: VALORANT Champions Tour 2021: APAC Last Chance Qualifier（日本語配信実況、2021年10月11日～17日）
- 2021 VCT: VALORANT Champions Tour 2021: Champions（日本語配信実況、2021年12月1日～12月13日）
- 2022 VCT: VALORANT Champions Tour 2022: Stage 1 Masters（日本語配信実況、2022年4月10日～24日）
- 2022 VCT: VALORANT Champions Tour 2022: Stage 2 Masters（日本語配信実況、2022年7月10日～24日）
- 2022 VCT: VALORANT Champions Tour 2022: East Asia Last Chance Qualifier （日本語配信実況、2022年8月8日～14日）
- 2022 VCT: VALORANT Champions Tour 2022: Champions（日本語配信実況、2022年8月31日～9月18日）

国内大会
- 2021 VCT: VALORANT Champions Tour 2021: Japan Stage 1 Challengers（実況、2021年2月19日～3月7日）
- 2021 VCT: VALORANT Champions Tour 2021: Japan Stage 2 Challengers（実況、2021年4月9日～5月2日）
- 2021 VCT: VALORANT Champions Tour 2021: Japan Stage 3 Challengers（実況、2021年8月12日～15日）

### スプラトゥーン2
- RAGE Splatoon2 Extreme (MC/実況、2018年3月21日)
- NPB eスポーツシリーズ スプラトゥーン2 (MC/実況、2019年3月～5月19日)

### 大乱闘スマッシュブラザーズ SPECIAL
- スマッシュボール杯 スマブラSP 東日本リーグ・西日本リーグ 第1期 (西日本リーグ担当、MC/実況、2019年1月14日～5月8日)
- スマッシュボール杯 スマブラSP 東日本リーグ・西日本リーグ 第2期 (西日本リーグ担当、MC/実況、2019年7月7日～9月29日)
- RAGE 2019 Spring スマブラSPチャレンジカップ (MC/実況、2019年3月17日)

### 太鼓の達人
- おうちでドンカツ！太鼓の達人eスポーツ オンライン大会 (MC/実況、2020年8月30日)
- 太鼓の達人 小学生ドンカツ王決定戦！2021  (MC/実況)

### 全国高校eスポーツ選手権 (毎日新聞社)
- 第1回全国高校eスポーツ選手権 予選・決勝 (MC、2018年12月23日～2019年3月24日)
- 第2回全国高校eスポーツ選手権 予選・決勝 (MC、2019年8月24日～2019年12月28日)
- 第3回全国高校eスポーツ選手権 予選・決勝 (MC、2020年11月21日～2021年3月14日)
- 第4回全国高校eスポーツ選手権 予選・決勝 (MC、2021年10月9日～2021年12月26日)

## テレビ・ネット番組出演

### おはスタ (テレビ東京)
- パズドラバトル/パズドラGOLD (実況、2020年1月25日～2020年4月)

### ジューダイ(NHK)
- 全国高校eスポーツ選手権出場校と選手の裏側(ゲスト出演、2019年2月1日)

### eGG (日テレ)
- NPB eスポーツシリーズ スプラトゥーン2振り返り放送 (ゲスト出演、2019年6月13日)

### 七つの大罪 光と闇の交戦: グラクロ
- グラクロ情報局 「七つの大罪〜 光と闇の交戦（ひかりとやみのグランドクロス）〜」(MC、2021年1月27日～現在)

### セブンナイツ
- セブンナイツ公式生放送 (MC/ゲスト出演、第1回～第10回)

### イベント

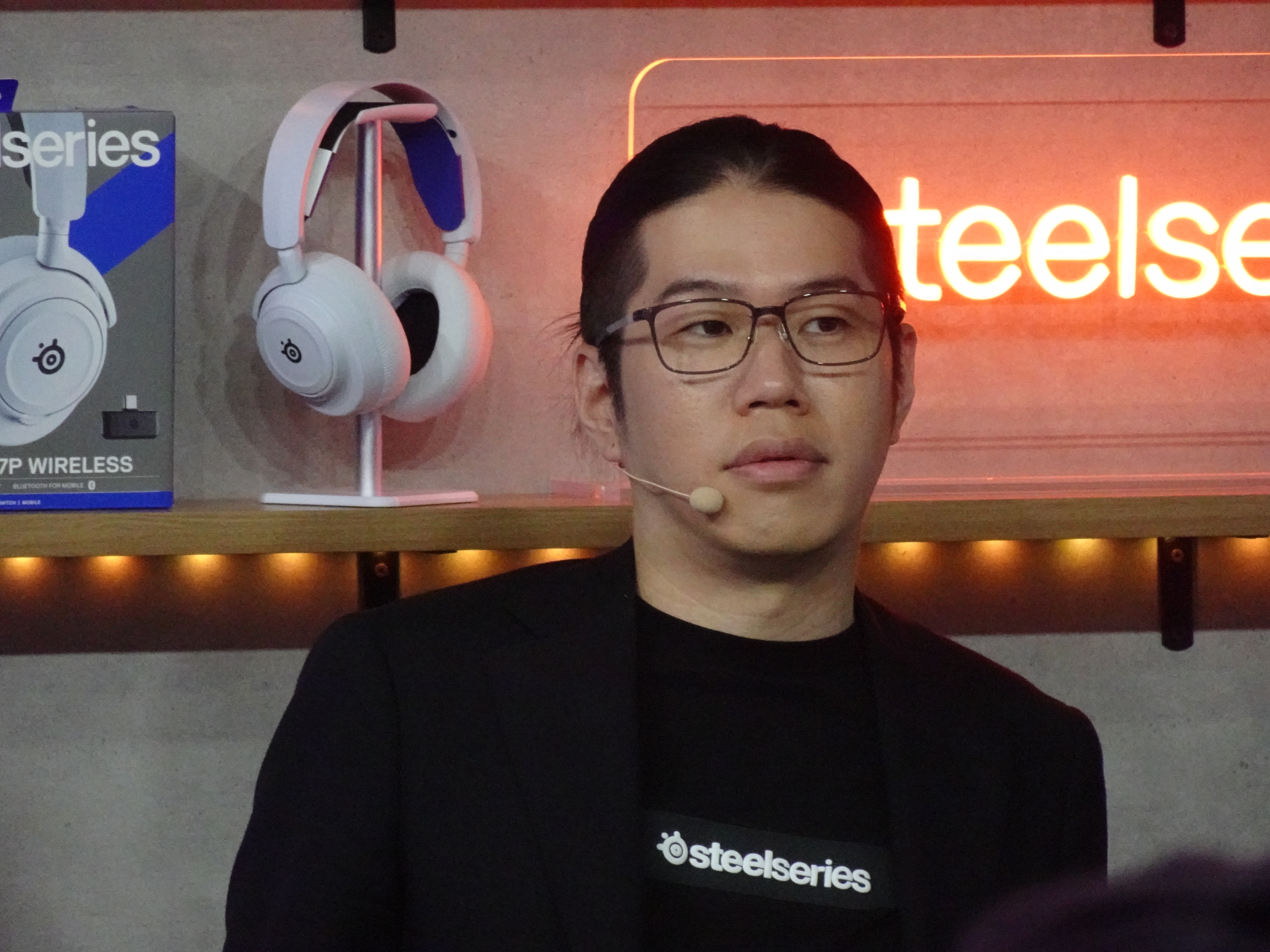
東京ゲームショウ2024「OooDa&伊織もえ ～ゲームの学校～ステージ」でのOooDa(2024年9月29日撮影)

- 配信者ハイパーゲーム大会 (実況解説、2023年3月25日・26日、OPENREC.tv)
- 第2回配信者ハイパーゲーム大会 (実況解説、2024年3月16日・17日、OPENREC.tv)
- 東京ゲームショウ2024「OooDa&伊織もえ ～ゲームの学校～ステージ」（幕張メッセホール2のSteelSeriesブース、2024年9月29日）[14]

## その他、番組出演
- 岸大河・OooDaのスタングレネード（出演、YouTube、2018年4月25日～2019年12月31日）
- SmashlogTV - VALORANT（司会、YouTube、2021年2月10日～）